# Gunnar Ericsson (centerpolitiker)
Gunnar Ericsson (i riksdagen kallad Ericsson i Näs), född 27 juli 1906 i Vimmerby, död 27 maj 1974 i Vimmerby, var en svensk centerpartistisk politiker, lantbrukare och konstnär, även känd som politisk satirförfattare.

## Biografi
Gunnar Ericsson var son till lantbrukaren Samuel August Ericsson och Hanna, född Jonsson, och från 1933 gift med Gunhild Maria Elisabeth Norman. Han var riksombudsman i Svenska Landsbygdens Ungdomsförbund 1936–1942 och riksdagsledamot i andra kammaren 1946–1956. Han var en stark anhängare av nordiskt samarbete. Under sina år som riksdagsledamot var han bland annat Bondeförbundets ledamot i pensionsutredningen 1951–1955. Ericsson var lantbrukare under hela yrkeslivet fram till och med 1965. 
Gunnar Ericsson kom att bli en stor Finlandsvän, han kom på 1930-talet i kontakt med agrarerna i Finland. Han lärde sig finska och skaffade sig ett allt större nätverk i Finland, Urho Kekkonen var en av de intima vännerna. Under andra världskriget hjälpte Ericsson finskspråkiga krigsbarn i Sverige och arrangerade svensk hjälp till det finska jordbruket. När Kulturfonden för Sverige och Finland grundades 1960 var Gunnar Ericsson en stark bidragare, han var även med och skapade Hanaholmens kulturcentrum i Esbo.
Under 1950–70-talen gav Ericsson ut årliga politiska satirsamlingar med Ewert Karlsson (EWK) som illustratör. I satirerna förlade han aktuella svenska händelser till det vikingatida Svitjod. Han använde vanligen pseudonymen Gunnar på Lid-arrende, anspelande på den isländska sagofiguren Gunnar på Lidarände.
Ericsson studerade teckning och kroki vid Edward Berggrens målarskola i Stockholm men räknade sig själv som autodidakt. Separat ställde han ut på ett flertal platser i Sverige och han genomförde en separatutställning på Neue Gallerie i Wien 1955 och på Kansallisteatteri i Helsingfors 1957. Hans konst består av stilleben, figurmotiv, porträtt och landskap huvudsakligen utförda i pastell. Bland hans noterbara verk märks porträttet av systern och författarinnan Astrid Lindgren. Ericsson är representerad vid Österrikiska utbildningsdepartementet och han var representerad i Urho Kekkonens samling. Han signerade sina tavlor med G.E. Näs.
Gunnar Ericsson var bror till Astrid Lindgren, Stina Hergin och Ingegerd Lindström och morfar till Karin Alvtegen. Figuren Lasse i systern Astrid Lindgrens böcker om Barnen i Bullerbyn är i mångt och mycket ett barndomsporträtt av Gunnar Ericsson.

## Skrifter i urval
- 1956 – Hänt och timat i Svitjod
- 1957 – Stora Tvetalans år
- 1958 – Järtecken över Svitjod
- 1959 – Så var det i Svitjod
- 1960 – Svitjod och dess hövdingar
- 1961 – Nytt från gamla Svitjod
- 1962 – I Gamla Svitjod åter
- 1963 – Synden i Svitjod
- 1964 – Svitjod, Svitjod fosterland
- 1965 – Vad sig i Svitjod tilldragit
- 1966 – Hell Svitjod, häll!
- 1967 – Runda ord i Svitjod
- 1968 – Det svänger i Svitjod
- 1969 – Gnäll och gny i Svitjod
- 1970 – Maktspelet i Svitjod
- 1971 – Men vad hände i Svitjod?
- 1972 – Råd och rön i Svitjod
- 1973 – Svitjods saga
- 1974 – Svitjod i tiden: urval från 20 års krönikor

## Priser och utmärkelser
- 1960 – ABF:s litteratur- & konststipendium